# Eletrocorticografia

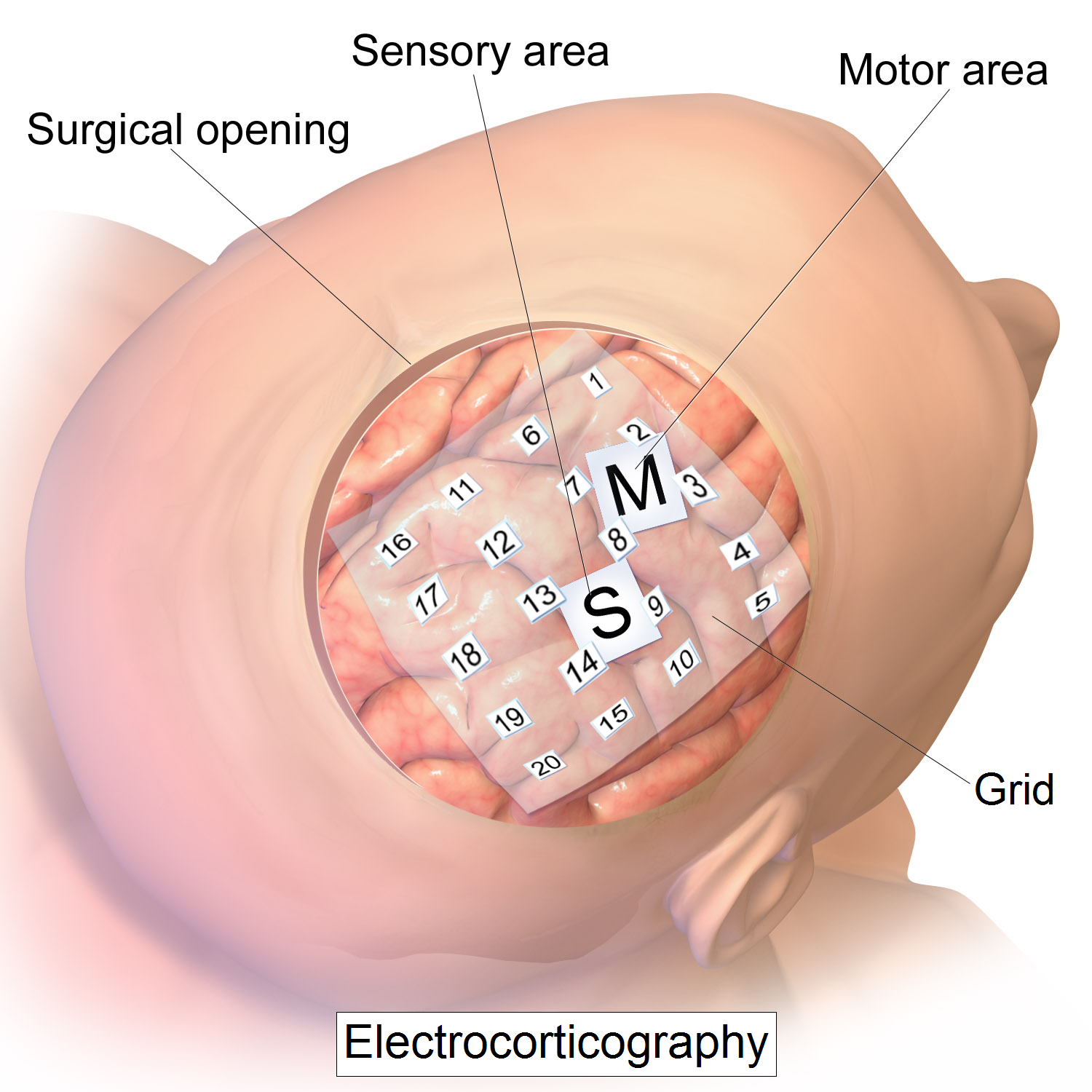
Grade de eletrodos intracranianos para eletrocorticografia.

Eletrocorticografia (ECoG), um tipo de eletroencefalografia intracraniana (iEEG), é uma técnica de monitoramento eletrofisiológico que utiliza eletrodos colocados diretamente na superfície exposta do cérebro para registrar a atividade elétrica do córtex cerebral. Diferentemente da eletroencefalografia (EEG) convencional, que monitora essa atividade a partir de eletrodos posicionados fora do crânio, a ECoG pode ser realizada durante uma cirurgia (ECoG intraoperatória) ou fora do ambiente cirúrgico (ECoG extraoperatória). Como requer uma craniotomia (incisão cirúrgica no crânio) para implantar a grade de eletrodos, a ECoG é um procedimento invasivo.

## História
A ECoG foi desenvolvida no início dos anos 1950 por Wilder Penfield e Herbert Jasper, neurocirurgiões do Instituto Neurológico de Montreal. Eles criaram a ECoG como parte do inovador procedimento de Montreal, um protocolo cirúrgico para tratar pacientes com epilepsia grave. Os potenciais corticais registrados pela ECoG eram usados para identificar zonas epileptogênicas – regiões do córtex que geram crises epilépticas. Essas zonas eram então removidas cirurgicamente durante a ressecção, destruindo o tecido cerebral onde as crises epilépticas se originavam. Penfield e Jasper também usaram estimulação elétrica durante as gravações de ECoG em pacientes submetidos à cirurgia de epilepsia sob anestesia local. Esse procedimento permitia explorar a anatomia funcional do cérebro, mapeando áreas de fala e identificando regiões do córtex somatossensorial e somatomotor a serem preservadas durante a remoção cirúrgica. Outro pesquisador pioneiro foi o médico Robert Galbraith Heath [en], que estudou o cérebro na Faculdade de Medicina da Universidade Tulane [en].

## Base eletrofisiológica
Os sinais de ECoG são compostos por potenciais pós-sinápticos sincronizados (potenciais de campo local), registrados diretamente da superfície exposta do córtex. Esses potenciais ocorrem principalmente nas células piramidais corticais e devem atravessar várias camadas do córtex cerebral, o líquido cefalorraquidiano (LCR), a pia-máter e a aracnoide antes de alcançar os eletrodos subdurais posicionados logo abaixo da dura-máter (membrana craniana externa). Para chegar aos eletrodos de couro cabeludo de um eletroencefalograma (EEG) convencional, os sinais elétricos também precisam atravessar o crânio, onde os potenciais se atenuam rapidamente devido à baixa condutividade do osso. Por isso, a resolução espacial da ECoG é muito superior à do EEG, uma vantagem crucial para o planejamento pré-cirúrgico. A ECoG oferece uma resolução temporal de cerca de 5 ms e uma resolução espacial que pode chegar a 1–100 μm.
Com eletrodos de profundidade, o potencial de campo local mede a atividade de uma população neural em uma esfera com raio de 0,5–3 mm ao redor da ponta do eletrodo. Com uma taxa de amostragem suficientemente alta (acima de 10 kHz), os eletrodos de profundidade também podem medir potenciais de ação. Nesse caso, a resolução espacial atinge o nível de neurônios individuais, e o campo de visão de um eletrodo individual é de aproximadamente 0,05–0,35 mm.

## Procedimento
A gravação de ECoG é realizada com eletrodos posicionados na superfície exposta do córtex. Para acessar o córtex, o cirurgião deve realizar uma craniotomia, removendo uma parte do crânio para expor a superfície cerebral. Esse procedimento pode ser feito sob anestesia geral ou anestesia local, caso seja necessária interação com o paciente para mapeamento funcional cortical. Os eletrodos são então implantados cirurgicamente na superfície do córtex, com o posicionamento guiado pelos resultados de EEG pré-operatório e ressonância magnética (RM). Os eletrodos podem ser colocados fora da dura-máter (epidural) ou sob a dura-máter (subdural). As matrizes de eletrodos de ECoG geralmente consistem em 16 eletrodos estéreis descartáveis de aço inoxidável, ponta de carbono, platina, liga de platina-irídio ou ouro, cada um montado em uma junta esférica para facilitar o posicionamento. Esses eletrodos são fixados a uma estrutura sobreposta em uma configuração de "coroa". Tiras subdurais e grades de eletrodos também são amplamente usadas, variando de 4 a 256 contatos de eletrodos. As grades são transparentes, flexíveis e numeradas em cada contato de eletrodo. O espaçamento padrão entre os eletrodos da grade é de 1 cm; os eletrodos individuais têm tipicamente 5 mm de diâmetro. Os eletrodos repousam levemente na superfície cortical e são projetados com flexibilidade suficiente para garantir que os movimentos normais do cérebro não causem lesões. Uma vantagem importante das tiras e grades de eletrodos é que podem ser deslizadas sob a dura-máter em regiões corticais não expostas pela craniotomia. Tiras e coroas podem ser usadas em qualquer combinação desejada. Eletrodos de profundidade também podem ser usados para registrar a atividade de estruturas mais profundas, como o hipocampo.

## Estimulação elétrica cortical direta
A estimulação elétrica cortical direta (EECD), também conhecida como mapeamento cortical por estimulação [en], é frequentemente realizada em conjunto com a gravação de ECoG para mapeamento funcional do córtex e identificação de estruturas corticais críticas. Quando usada a configuração de coroa, um estimulador bipolar portátil pode ser aplicado em qualquer ponto ao longo da matriz de eletrodos. No entanto, ao usar uma tira subdural, a estimulação deve ser aplicada entre pares de eletrodos adjacentes devido ao material não condutor que conecta os eletrodos na grade. As correntes de estimulação elétrica aplicadas ao córtex são relativamente baixas, entre 2 e 4 mA para estimulação somatossensorial e cerca de 15 mA para estimulação cognitiva. A frequência de estimulação é geralmente 60 Hz na América do Norte e 50 Hz na Europa, e qualquer densidade de carga superior a 150 μC/cm² causa danos ao tecido.
As funções mais comumente mapeadas pela EECD são motoras primárias, sensoriais primárias e de linguagem. O paciente deve estar alerta e interativo durante os procedimentos de mapeamento, embora o envolvimento varie com cada tipo de mapeamento. O mapeamento de linguagem pode incluir nomeação, leitura em voz alta, repetição e compreensão oral; o mapeamento somatossensorial exige que o paciente descreva sensações percebidas no rosto e nas extremidades enquanto o cirurgião estimula diferentes regiões corticais.

## Aplicações clínicas
Desde seu desenvolvimento nos anos 1950, a ECoG tem sido usada para localizar zonas epileptogênicas durante o planejamento pré-cirúrgico, mapear funções corticais e prever o sucesso da ressecção cirúrgica de epilepsia. A ECoG oferece várias vantagens em relação a outras modalidades diagnósticas:
- Flexibilidade no posicionamento de eletrodos de gravação e estimulação[2]

- Pode ser realizada em qualquer estágio antes, durante ou após a cirurgia

- Permite a estimulação elétrica direta do cérebro, identificando regiões corticais críticas a evitar durante a cirurgia

- Maior precisão e sensibilidade em comparação com a gravação de EEG no couro cabeludo – a resolução espacial é mais alta e a relação sinal-ruído é superior devido à proximidade com a atividade neural

As limitações da ECoG incluem:
- Tempo de amostragem limitado – crises epilépticas (eventos ictais) podem não ser registradas durante o período de gravação da ECoG

- Campo de visão restrito – o posicionamento dos eletrodos é limitado pela área do córtex exposta e pelo tempo da cirurgia, podendo ocorrer erros de amostragem

- A gravação é influenciada por anestésicos, analgésicos narcóticos e pela própria cirurgia[2]

### Epilepsia intratável
A epilepsia é atualmente classificada como o terceiro transtorno neurológico mais comumente diagnosticado, afetando cerca de 2,5 milhões de pessoas apenas nos Estados Unidos. As crises epilépticas são crônicas e não relacionadas a causas imediatamente tratáveis, como toxinas ou doenças infecciosas, variando amplamente com base na etiologia, sintomas clínicos e local de origem no cérebro. Para pacientes com epilepsia intratável – epilepsia que não responde a anticonvulsivos – o tratamento cirúrgico pode ser uma opção viável. A epilepsia parcial é a forma comum de epilepsia intratável, e a convulsão parcial é difícil de localizar. O tratamento para esse tipo de epilepsia é limitado à implantação de um estimulador do nervo vago. A cirurgia de epilepsia é a cura para a epilepsia parcial, desde que a região cerebral geradora de convulsões seja cuidadosamente e precisamente removida.
ECoG extraoperatória
Antes que um paciente seja considerado candidato à cirurgia de ressecção, uma ressonância magnética deve ser realizada para demonstrar a presença de uma lesão estrutural no córtex, apoiada por evidências de EEG de tecido epileptogênico. Após a identificação de uma lesão, a ECoG pode ser usada para determinar a localização e a extensão da lesão e da região irritativa circundante. O EEG de couro cabeludo, embora seja uma ferramenta diagnóstica valiosa, não possui a precisão necessária para localizar a região epileptogênica. A ECoG é considerada o padrão-ouro para avaliar a atividade neuronal em pacientes com epilepsia e é amplamente utilizada no planejamento pré-cirúrgico para orientar a ressecção cirúrgica da lesão e da zona epileptogênica. O sucesso da cirurgia depende da localização precisa e da remoção da zona epileptogênica. Os dados de ECoG são avaliados com base na atividade de picos ictais – “atividade de onda rápida difusa” registrada durante uma crise epiléptica – e na atividade epileptiforme interictal (AEI), breves rajadas de atividade neuronal registradas entre eventos epilépticos. A ECoG também é realizada após a cirurgia de ressecção para detectar qualquer atividade epileptiforme residual e determinar o sucesso do procedimento. Picos residuais na ECoG, inalterados pela ressecção, indicam controle insuficiente das convulsões e neutralização incompleta da zona epileptogênica cortical. Uma cirurgia adicional pode ser necessária para erradicar completamente a atividade convulsiva. A ECoG extraoperatória também é usada para localizar áreas funcionalmente importantes (também conhecidas como córtex eloquente) a serem preservadas durante a cirurgia de epilepsia. Tarefas motoras, sensoriais e cognitivas durante a ECoG extraoperatória aumentam a amplitude da atividade de alta frequência em 70–110 Hz nas áreas envolvidas na execução dessas tarefas. A atividade de alta frequência relacionada a tarefas pode revelar “quando” e “onde” o córtex cerebral é ativado ou inibido de maneira quadridimensional, com resolução temporal de 10 milissegundos ou menos e resolução espacial de 10 mm ou menos.
ECoG intraoperatória
O objetivo da cirurgia de ressecção é remover o tecido epileptogênico sem causar consequências neurológicas inaceitáveis. Além de identificar e localizar a extensão das zonas epileptogênicas, a ECoG, quando usada em conjunto com a EECD, é uma ferramenta valiosa para o mapeamento cortical funcional. É essencial localizar com precisão estruturas cerebrais críticas, identificando quais regiões o cirurgião deve preservar durante a ressecção (o “córtex eloquente [en]”) para manter o processamento sensorial, a coordenação motora e a fala. O mapeamento funcional exige que o paciente interaja com o cirurgião, sendo realizado sob anestesia local em vez de geral. A estimulação elétrica com eletrodos corticais e de profundidade aguda é usada para sondar regiões distintas do córtex, identificando centros de fala, integração somatossensorial e processamento somatormotor. Durante a cirurgia de ressecção, a ECoG intraoperatória também pode ser realizada para monitorar a atividade epiléptica do tecido e garantir que toda a zona epileptogênica seja removida.
Embora o uso de ECoG extraoperatória e intraoperatória na cirurgia de ressecção seja uma prática clínica aceita há décadas, estudos recentes mostram que a utilidade dessa técnica pode variar com base no tipo de epilepsia apresentado pelo paciente. Kuruvilla e Flink relataram que, enquanto a ECoG intraoperatória desempenha um papel crítico em lobectomias temporais personalizadas, em transecções subpiais múltiplas (TSM) e na remoção de malformações do desenvolvimento cortical (MDC), ela se mostrou impraticável na ressecção padrão da epilepsia do lobo temporal medial (ELTM) com evidências de ressonância magnética de esclerose temporal mesial (ETM). Um estudo conduzido por Wennberg, Quesney e Rasmussen destacou a importância pré-cirúrgica da ECoG em casos de epilepsia do lobo frontal (ELF).

## Aplicações em pesquisa
Recentemente, a ECoG emergiu como uma técnica promissora para uso em interfaces cérebro-computador (BCI). As BCIs são interfaces neurais diretas que permitem o controle de dispositivos protéticos, eletrônicos ou de comunicação por meio dos sinais cerebrais do indivíduo. Os sinais cerebrais podem ser registrados de forma invasiva, com dispositivos implantados diretamente no córtex, ou não invasiva, usando eletrodos de EEG no couro cabeludo. A ECoG oferece um meio-termo parcialmente invasivo entre essas duas modalidades – embora não penetre a barreira hematoencefálica como dispositivos de gravação invasivos, ela apresenta maior resolução espacial e melhor relação sinal-ruído que o EEG. A ECoG tem atraído atenção para decodificar fala ou música imaginadas, o que pode levar a BCIs "literais" nas quais os usuários simplesmente imaginam palavras, frases ou música que a BCI pode interpretar diretamente.
Além das aplicações clínicas para localizar regiões funcionais em apoio à neurocirurgia, o mapeamento cerebral funcional em tempo real com ECoG tem ganhado destaque em pesquisas sobre questões fundamentais em neurociência. Por exemplo, um estudo de 2017 explorou regiões dentro de áreas de processamento de faces e cores, descobrindo que essas sub-regiões contribuem de forma altamente específica para diferentes aspectos da visão. Outro estudo constatou que a atividade de alta frequência, entre 70 e 200 Hz, reflete processos associados a tomadas de decisão transitórias e sustentadas. Outros trabalhos baseados em ECoG propuseram uma nova abordagem para interpretar a atividade cerebral, sugerindo que tanto a potência quanto a fase influenciam conjuntamente o potencial de voltagem instantânea, que regula diretamente a excitabilidade cortical. Assim como os esforços para decodificar fala e música imaginadas, essas direções de pesquisa envolvendo mapeamento cerebral funcional em tempo real também têm implicações para a prática clínica, incluindo neurocirurgia e sistemas de BCI. O sistema utilizado na maioria dessas publicações de mapeamento funcional em tempo real, CortiQ, tem sido aplicado tanto em pesquisas quanto em aplicações clínicas.

## Avanços recentes
A eletrocorticografia ainda é considerada o “padrão-ouro” para definir zonas epileptogênicas; no entanto, esse procedimento é arriscado e altamente invasivo. Estudos recentes têm explorado o desenvolvimento de uma técnica de imagem cortical não invasiva para planejamento pré-cirúrgico que possa fornecer informações e resolução semelhantes às da ECoG invasiva.
Em uma abordagem inovadora, Lei Ding e colaboradores buscaram integrar as informações fornecidas por uma ressonância magnética estrutural e EEG de couro cabeludo para oferecer uma alternativa não invasiva à ECoG. Esse estudo investigou uma abordagem de localização de fontes em subespaço de alta resolução, chamada FINE (vetores de primeiro princípio), para mapear os locais e estimar as extensões das fontes de corrente a partir do EEG de couro cabeludo. Uma técnica de limiar foi aplicada à tomografia resultante dos valores de correlação do subespaço para identificar fontes epileptogênicas. Esse método foi testado em três pacientes pediátricos com epilepsia intratável, com resultados clínicos promissores. Cada paciente foi avaliado usando ressonância magnética estrutural, monitoramento de EEG de vídeo de longo prazo com eletrodos de couro cabeludo e, posteriormente, com eletrodos subdurais. Os dados de ECoG foram registrados a partir de grades de eletrodos subdurais colocadas diretamente na superfície do córtex. Imagens de ressonância magnética e tomografia computadorizada também foram obtidas para cada sujeito.
As zonas epileptogênicas identificadas a partir dos dados de EEG pré-operatórios foram validadas por observações dos dados de ECoG pós-operatórios em todos os três pacientes. Esses resultados preliminares sugerem que é possível orientar o planejamento cirúrgico e localizar zonas epileptogênicas de forma não invasiva usando os métodos de imagem e integração descritos. As descobertas do EEG foram ulteriormente validadas pelos resultados cirúrgicos dos três pacientes. Após a ressecção cirúrgica, dois pacientes estão livres de convulsões, e o terceiro experimentou uma redução significativa nas convulsões. Devido ao seu sucesso clínico, o FINE oferece uma alternativa promissora à ECoG pré-operatória, fornecendo informações sobre a localização e a extensão das fontes epileptogênicas por meio de um procedimento de imagem não invasivo.